# Saaba
Saaba ist sowohl eine Gemeinde (französisch commune rurale) als auch ein dasselbe Gebiet umfassendes Departement im westafrikanischen Staat Burkina Faso in der Region Centre und der Provinz Kadiogo. Die Gemeinde hat in 24 Dörfern 50.532 Einwohner, in der Mehrzahl Mossi.
Im zu Saaba gehörenden Dorf Gampèla soll ein Gebrauchtwagenmarkt für die nahegelegene Hauptstadt Ouagadougou entstehen.